# Acartauchenius depressifrons
Acartauchenius depressifrons là một loài nhện trong họ Linyphiidae.
Loài này thuộc chi Acartauchenius. Acartauchenius depressifrons được Eugène Simon miêu tả năm 1884.